# Sienna Guillory
Sienna Tiggy Guillory (Kettering, 16 maart 1975) is een Engels actrice. Ze speelt onder meer in de boekverfilming The Time Machine uit 2002 als Emma en in het op een computerspel gebaseerde Resident Evil: Apocalypse als Jill Valentine.
Het grootste gedeelte van Guillory's cv is gevuld met rollen in films. Daarnaast speelt ze bij tijd en wijle rolletjes in televisieseries. Zo was ze in de vijfdelige Britse miniserie The Buccaneers (1995) als Lady Felicia Marabel te zien en als Kate Joyner in de Amerikaanse misdaadserie Criminal Minds, in zowel de laatste aflevering van seizoen 3 als in de eerste van seizoen 4.
Guillory is getrouwd met de Italiaanse acteur Enzo Cilenti.

## Filmografie
*Exclusief televisiefilms
| - Meg 2: The Trench (2023) - Resident Evil: Afterlife* (2010) - Inkheart (2008) - Perfect Life (2008) - El corazón de la tierra (2007, aka The Heart of the Earth) - Eragon (2006) - Rabbit Fever (2006) - Silence Becomes You (2005) - In the Bathroom (2005) - Resident Evil: Apocalypse (2004) - Love Actually (2003) - The Principles of Lust (2003) - The Time Machine (2002) | - Superstition (2001) - The Last Minute (2001) - Late Night Shopping (2001) - Oblivious (2001) - Sorted (2000) - Two Days, Nine Lives (2000) - The 3 Kings (2000) - Kiss Kiss (Bang Bang) (2000) - Star! Star! (1999) - The Rules of Engagement (1999) - The Future Lasts a Long Time (1996) |

- Bibliothèque nationale de France: cb15559880m (data)
- Gemeinsame Normdatei: 1061679969
- International Standard Name Identifier: 0000 0001 1450 219X
- Library of Congress Control Number: no2006037742
- Nationale Bibliotheek van Tsjechië: pna2006327203
- Nationale Bibliotheek van Polen: a0000002200970
- Système universitaire de documentation: 14312952X
- Virtual International Authority File: 85096882
- WorldCat: E39PBJqfFTcq8XvK8dGGhM3hHC